# 五木田岳彦
五木田 岳彦（ごきた たけひこ、3月18日 - ）は、日本の作曲家、音楽プロデューサー、音楽学博士（ハーバード大学）、大阪芸術大学音楽学科教授（作曲）。アメリカ合衆国で数多くの現代音楽作品を発表。各方面のメディアに取り上げられる。これまでに数多くのNHKスペシャルの音楽、NHK報道番組等のテーマ曲、音楽を担当。2005年よりクローズアップ現代のテーマ曲を担当（2009年3月より新バージョンに変更される）他、アニメの劇伴の作曲・アーティストプロデュース・楽曲提供を行っている。

## 来歴

### アメリカでの活動
ボストンのニューイングランド音楽院作曲科、ハーバード大学大学院作曲科を卒業（授業料全額免除）・博士号を取得。ハーバード大学にて作曲、対位法、音楽理論の教鞭をとり、Certificate of Distinction in teachingを受賞。作曲をバーナード・ランズ、アール・キム、電子音楽をマリオ・ダビドブスキー、指揮をマイケル・プラット、ピアノを長峰和子に師事。
アメリカ・日本のオーケストラ、室内楽団、合唱団からの委嘱作品の作曲、ウォルト・ディズニー、テレビ、映画音楽制作、またミュージカルの作曲など、ジャンルを超えた活動をしている。
クラシック、現代音楽、ジャズ、ポップなどのあらゆる要素や色彩を取り入れた作風は、ニューヨーク・タイムズ、ボストン・グローブの音楽評論家に「独創的なサウンド」、「想像的な耳と感性」と評価され、数多の作品がカーネギー・ホール、シンフォニーホール、リンカーン・センターなどの著名なホールにて初演、演奏される。アメリカのラジオ音楽番組に出演多数。
アメリカ、ヨーロッパ諸国で発売されている20世紀の代表的なフルート作品集のCD、インカンテーションに収録された「雪のまち」は全米各地で演奏、放送されている（ロバート・スタルマン、 フルート、VAI Records）。
ハーバード大学学部部長初め、多くの専門家からの推薦を受け、アメリカ移民局より最高位（EB-1: Person of Extraordinary Ability）の永住権を与えられる。

### 日本での活動
2001年に起きたアメリカ同時多発テロ事件を機に、日本での音楽活動も始め、2004年放送のNHKドキュメンタリー「赤とルージュ」の音楽を制作。
2005年11月にNHKドキュメンタリーオリジナルサウンドトラック作品集CD「地空風人」（Ji Ku Fu Jin）をキングレコードより発売。
2007年11月にESCOLTAのデビュー・アルバム「愛の流星群」の音楽プロデューサーとして、すべての楽曲の作曲・編曲を担当。作詞には阿久悠、阿木燿子、石田衣良、谷川俊太郎などが参加。コンサートツアーでは音楽監督、ピアニストとして参加。2009年11月にもコンサートのプロデュースを手掛け楽曲も数曲提供。
音楽を担当したNHKスペシャル「白夜の大岸壁に挑む」は2008年度 放送文化基金賞のグランプリとなる本賞を受賞。同じく音楽を担当したNHK大型スペシャルシリーズ「激流中国」は2008年度 ギャラクシー賞、放送文化基金賞、イタリア賞、フランス・モナコ・ドイツ等にて内外の数々の賞を受賞。佐渡裕指揮のFIFAワールドカップ記念コンサートでテーマ曲のオーケストラバージョンの制作。佐藤しのぶとは数年間、コンサートを共にする。
2008年、2009年、2011年、春野寿美礼などへの楽曲提供をしている。
2010年11月、「秋川雅史×五木田岳彦ジョイントコンサート」にて総合プロデュース、楽曲提供、出演。満員の聴衆の中「千の風になって」の五木田岳彦ヴァージョンを披露。
2011年、自身が代表を務めるレーベル「TimeArt Entertainment」を設立。

## 作品

### NHKの主な作品
- NHKスペシャル
  - 「赤とルージュ」（2004）
  - 「秘境シルクロード」（2005）
  - 「赤い翼シルクロードを飛ぶ」（2005-）
  - 「さらばゴジラ」（2006）
  - 「白夜の大岸壁に挑む」（2008）
- 大型スペシャルシリーズ
  - 「映像の戦後60年」（2005・2006）
  - 「激流中国」テーマ曲（2007・2008）
- 「クローズアップ現代」テーマ曲 （2005-、2009-）
- 「時論公論」テーマ曲（2006-）
- 「ナビゲーション」テーマ曲（2007-）
- 「ニュース・アンド・スポーツ」テーマ曲（2007-）
- 上海万博特別シリーズ番組「上海スピード」（2010）
- 「NHK NEWSLINE」テーマ曲他（2016-）
- 「ココに福ありfMAP」テーマ曲他（2017-）
- 「はまなかあいづTODAY」テーマ曲他（2018-）

### アニメーション サウンドトラック
- 「妖怪人間ベム -HUMANOID MONSTER BEM-」（ADK、エイベックス）
- 「伯爵と妖精」（テレビ東京）
- 「デジタルモンスター ゼヴォリューション」（東映アニメーション）
- 「ビューティフル ジョー」（テレビ東京、ワーナー・ブラザース）
- 「北へ。〜Diamond Dust Drops〜」（ATX）

### テレビ番組出演、テーマ曲
- 「NHKニュースおはよう日本」出演
- 「題名のない音楽会」出演（テレビ朝日）
- 「日本の歌、ふるさとの歌コンサート」出演（NHK歌謡コンサート特番）
- 「映像の戦後60年」音楽監督、ピアニストとして出演（NHK）
- 「ミューズの晩餐 My Song, My Life」エンディング曲（テレビ東京）
- 「FIFAワールドカップサッカー記念コンサート」（指揮：佐渡裕）
- 「深夜の音楽会」トロンボーン協奏曲・世界初演、読売交響楽団（日本テレビ）
- 「キャスト」出演 テーマ曲、お天気コーナー曲（朝日放送テレビ）

### ラジオ番組
- 「wktkラヂオ学園」テーマ曲、BGM、エンディング曲等（2012-）

### テレビCM音楽
- 「メナード化粧品 ジュピエル」月夜の夢（ESCOLTA）
- 「フェリーチェトワコ CM」何よりもあなたが（春野寿美礼）

## ディスコグラフィ

### 配信
- 「森の詩」総合ランキング第1位　週間総合ランキング第1位　クラシック部門　2週連続第1位
- 「One Step, One World」白夜の大岸壁（NHKスペシャル）テーマ曲
- 「葉の調べ〜The Sonority of Leaves」（東京フィルハーモニー交響楽団・三ツ橋敬子：指揮）
- 「Newsline」NHK NEWSLINE テーマ曲他
- 「3 pieces for piano」
- 「Painting for Cembalo」
- 「愛の流星群」
- 「Asian Blue」（五木田岳彦 feat. 溝口肇）
- 「雪解け道」「抱擁」（二胡）
- 「冬美瑛」「雪と兎」（ヴァイオリン・箏）
- 「VOICE DRAMA」Lapis Lazuli

### CD
- 「北へ Diamond Dust Drops」会いたい（ATX）（2004）
- 「地空風人」（Ji Ku Fu Jin）（キングレコード）（2005）
- 「妖怪人間ベム -HUMANOID MONSTER BEM-」サウンドトラック、主題歌（ADK、エイベックス）（2006）
- 「マイ・スピリチャルス/ビビ・ブラック、トランペット」（東芝EMI）
- 「愛の流星群」ESCOLTA （ビクターエンタテインメント）（2008）
- 「今も好きだから 時は流れて」ESCOLTA （ビクターエンタテインメント）（2008）
- 「Journey Around The Blue Marble」ESCOLTA （ビクターエンタテインメント）（2008）
- 「デジタルモンスター ゼボリューション」（テレビアニメ）オリジナルサウンドトラック（2009）
- 「伯爵と妖精」（テレビアニメ）オリジナルサウンドトラック（2009）
- 「Gloria Sirena」ESCOLTA（ビクターエンタテインメント）（2010）
- 「NHKニュースの音楽2010」（日本コロムビア）（2011）
- 「pure stone」Lapis Lazuli（タイムアートエンタテインメント）（2011）
- 「Unlimited」松尾依里佳（タイムアートエンタテインメント）（2012）
- 「G Voice」平方元基（タイムアートエンタテインメント）（2013）
- 「Secret Water」春野寿美礼（タイムアートエンタテインメント）（2014）
- 「Nostalgia」Lapis Lazuli（タイムアートエンタテインメント）（2016）
- 「Celtic Letters」Lapis Lazuli（キングレコード）（2017）
- 「五木田岳彦 NHK作品集 ふくしま」（タイムアートエンタテインメント）（2019）

### DVD
- 「New York」クリスティーナ&ローラ Vol. 1 & 2（ポニーキャニオン）（2002）
- 「デジタルモンスター ゼボリューション」（バンダイビジュアル）（2005）
- 「妖怪人間ベム -HUMANOID MONSTER BEM-」（エイベックス）（2006）
- 「ビューティフル ジョー」（エイベックス）（2006）
- 「映像の戦後60年」NHK大型スペシャルシリーズ（NHKエンタープライズ）（2006）
- 「赤い翼シルクロードを飛ぶ」NHKスペシャル（NHKエンタープライズ）（2007）
- 「白夜の大岸壁に挑む」NHKスペシャル（NHKエンタープライズ）（2008）
- 「雪のまち」（インカンテーション/ロバート・スタルマン,フルート）（VAI）
- 「葉の調べ〜The Sonority of Leaves DVD」（タイムアートエンタテインメント）

## 招待された国際音楽祭
- アスペン・国際ミュージック・フェスティバル （コロラド州、アメリカ）
- バーハーバー・ミュージック・フェスティバル （メイン州、アメリカ）
- イースタン・ミュージック・フェスティバル （ノース・キャロライナ州、アメリカ）
- マーブルヘッド・ミュージック・フェスティバル （マサチューセッツ州、アメリカ）

## 受賞作品
- NHK「激流中国」
  - 放送文化基金賞・制作グループ賞
  - 放送人グランプリ2008特別賞
  - ギャラクシー賞
  - イタリア賞〜イタリア
  - モンテカルロ賞、最優秀賞〜モナコ
  - 国際テレビ映画祭、金賞（最高賞）〜フランス
  - ワールド・メディア・フェスティバル ニュース番組部門－グランド・アワード（最高賞）〜ドイツ
- NHKスペシャル「夫婦で挑んだ白夜の大岸壁」
  - 第34回放送文化基金賞ドキュメンタリー番組部門、グランプリ賞
  - ギャラクシー賞